# Projeto Genoma Humano

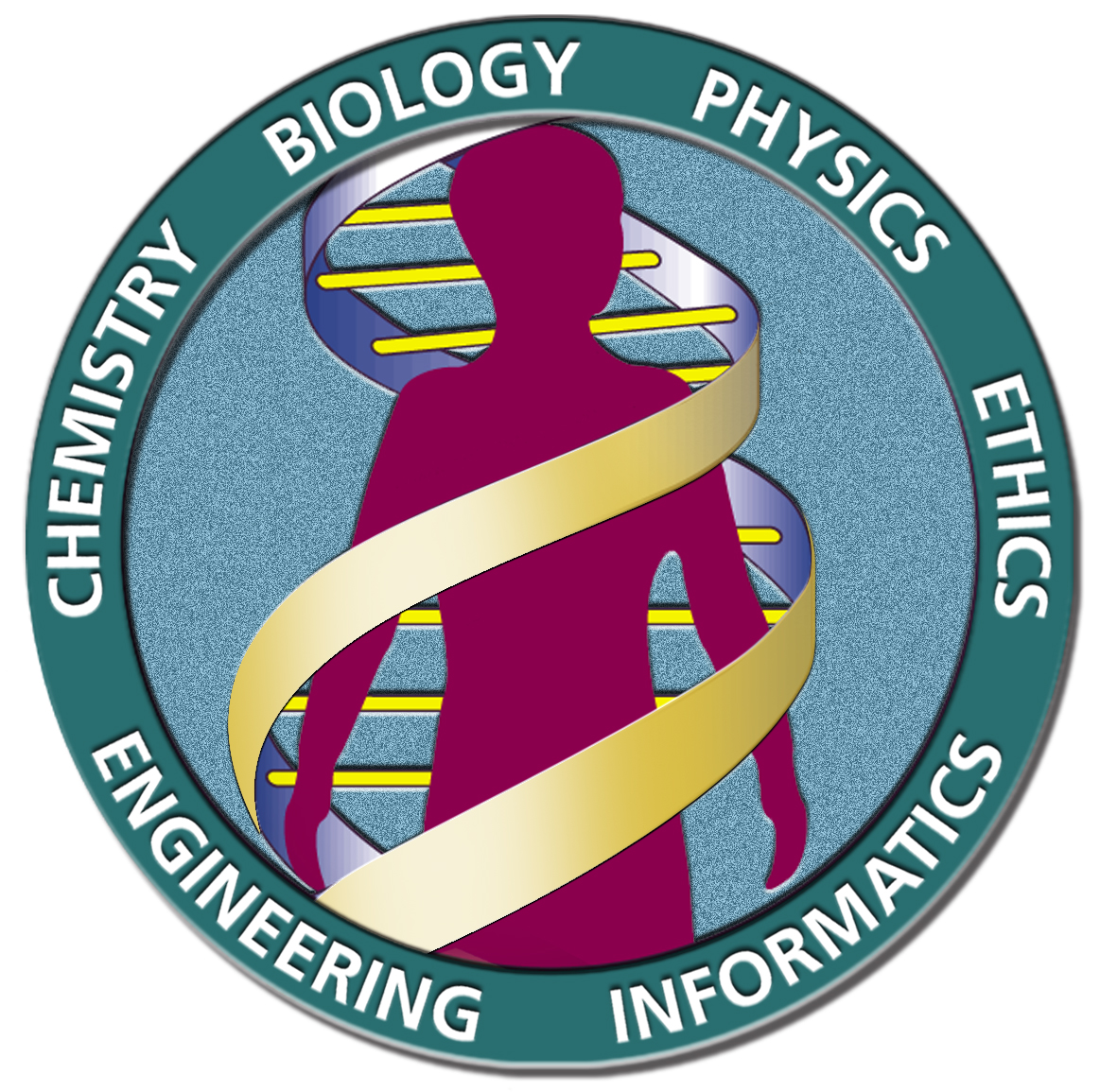
Logo do Projeto Genoma Humano

O Projeto Genoma Humano foi um projeto de pesquisa científica internacional com o objetivo de determinar os pares de bases que compõem o DNA humano e de identificar, mapear e sequenciar todos os genes do genoma humano do ponto de vista físico e funcional. Continua sendo o maior projeto biológico colaborativo do mundo. O planejamento começou depois que a ideia foi adotada em 1984 pelo governo dos EUA, o projeto foi formalmente lançado em 1990 e foi declarado essencialmente completo em 14 de abril de 2003, mas incluiu apenas cerca de 85% do genoma. O nível "genoma completo" foi alcançado em maio de 2021, com apenas 0,3% de bases restantes cobertas por possíveis problemas. O cromossomo Y ausente foi adicionado em janeiro de 2022.
O financiamento veio do governo americano através do National Institutes of Health (NIH), bem como de vários outros grupos de todo o mundo. Um projeto paralelo foi conduzido fora do governo pela Celera Corporation, ou Celera Genomics, que foi formalmente lançada em 1998. A maior parte do sequenciamento patrocinado pelo governo foi realizada em vinte universidades e centros de pesquisa nos Estados Unidos, Reino Unido, Japão, França, Alemanha e China.
O Projeto Genoma Humano originalmente visava mapear os nucleotídeos contidos em um genoma de referência haploide humano (mais de três bilhões). O "genoma" de qualquer indivíduo é único; mapear o "genoma humano" envolvia o sequenciamento de um pequeno número de indivíduos e, em seguida, a montagem para obter uma sequência completa para cada cromossomo. Portanto, o genoma humano finalizado é um mosaico, não representando nenhum indivíduo. A utilidade do projeto vem do fato de que a grande maioria do genoma humano é o mesmo em todos os humanos.